# Isidore Didion
Pour les articles homonymes, voir Didion.
Isidore Didion (1798-1878) est un mathématicien et général français du XIXe siècle.

## Biographie
Isidore Didion est un mathématicien et officier français né à Thionville le 22 mars 1798, benjamin des huit enfants de Jean-Baptiste Didion (1754-1810), marchand de fer, maître cirier et épicier, et de Catherine Simonet (1757-1807). 
Il épouse Jeanne dite Jeannette Colmer (1808-1886) le 12 août 1828 à Saint-Avold.
Admis en 1817 à l’École polytechnique, il en sort dans le corps de l’artillerie. Parvenu au grade de capitaine (1830), il est nommé en 1837 professeur d’artillerie à l’École d'application de l'artillerie et du génie de Metz. Il participe à la Commission des principes du tir, un laboratoire de recherche dédié à  l'artillerie. Il occupe ces fonctions jusqu’en 1846, époque à laquelle il obtient le grade de chef d’escadron et est nommé adjoint à la direction des poudres de Paris. Deux ans après (1848), il devient directeur de la capsulerie de guerre dans la même ville, poste qu'il occupe jusqu'en 1858. Promu colonel en février 1854, il devient général de brigade le 13 mars 1858 et commande l'artillerie dans le 5e division militaire à Metz. Il est décoré chevalier de la Légion d'honneur en avril 1839 et finira commandeur.
En sa qualité de professeur d’artillerie, Didion se livre à des études spéciales sur la balistique et prend part en 1838 aux expériences de Guillaume Piobert et Arthur Morin sur la résistance des milieux. Plus tard il soumet à l’Académie des sciences un mémoire sur la balistique, imprimé dans le tome I des savants étrangers, et en 1848 un second mémoire sur le mouvement des projectiles. Il est élu correspondant de l’Académie des Sciences en 1873, et est également examinateur à l’École polytechnique. Il préside le concours d'entrée de 1851 à 1858.
En 1835 à la demande de la Société de prévoyance de Metz, il est l'un des premiers à utiliser le calcul des probabilités dans  le calcul des pensions de retraite,. En 1848, le ministère de l'agriculture et du commerce lui demande de faire des calculs préparatoires à la création d'une caisse de retraite sous le patronage de l'État. Le projet est ajourné à la suite de la Révolution de 1848, mais les calculs et le travail d'expertise ont été faits. En 1864, il publie un ouvrage sur le calcul des pensions de retraite qui est salué en des termes élogieux par Bienaymé.
Dans un article de 1835, il propose d'uniformiser et de standardiser les unités de mesure et suggère des notations qui sont maintenant tout à fait courantes, ainsi les notations c et m pour les sous-multiples comme dans cm et mm, les exposants numériques pour les unités dérivées, comme m² ou m³ ou la barre oblique comme dans m/s ou km/h. Dans un mémoire de 1837, il se pose la question de la faisabilité du vol aérien,.
Il joue un rôle très actif dans l’organisation de l'Exposition universelle de Metz de 1861, puisqu’il est président du comité de l'industrie, président du comité des finances, vice président du bureau de la commission générale.
En tant que militaire français, il ne peut rester dans sa ville de Metz après l'annexion allemande de 1871. Il choisit de s'exiler à Nancy, où il meurt le 4 juillet 1878, en son domicile,1 bis, rue des Chanoines.

## Décorations
- Chevalier de la Légion d'honneur, le 20 avril 1839,
- Officier  de la Légion d'honneur, le 7 août 1854,
- Commandeur de la Légion d'honneur, le 11 août 1863[2],
- Officier de l'ordre de Léopold de Belgique,
- Chevalier du Nichan Iftikhar de Tunis
- Chevalier de l'ordre du Mérite militaire de Toscane (it),
- Commandeur de l'ordre des Saints-Maurice-et-Lazare de Sardaigne,
- Grand-Croix de l'ordre de Sainte-Anne de Russie